# 뮤직박스 아름다운 세상
《뮤직박스 아름다운 세상》은 iTV 경인방송에서 방송되었던 음악 프로그램이다.